# Isala Meppel
Isala Meppel is een streekziekenhuis in de Drentse stad Meppel. Tot in 2022 nieuwe huisvesting werd betrokken stond het bekend als Diaconessenhuis Meppel. Het verleent intramurale- en poliklinische zorg aan de inwoners van de regio Meppel.

## Fusie
Het Diaconessenhuis was onderdeel van de Zorgcombinatie Noorderboog, waartoe ook meerdere verpleeg- en verzorgingshuizen in de regio Meppel en Steenwijk behoren. Het ziekenhuis maakt sinds 2015 deel uit van de Isala groep uit Zwolle. Na de fusering beschikt Isala naast dit ziekenhuis in Meppel over de hoofdlocatie in Zwolle en poliklinieken in Kampen, Heerde en Steenwijk. Deze fusie is een verandering in gaan houden voor de zorg die in Meppel wordt aangeboden.

## Nieuwbouw
Het nieuwe ziekenhuis aan de Reggersweg is in 2022 opengesteld. Het kwam in de plaats van het Diaconessenhuis aan de Hoogeveenseweg. De locaties liggen op ongeveer 200 meter afstand. Het nieuwe ziekenhuis schaalt qua vloeroppervlakte af van 40000 m² naar 27000 m². Toegenomen verwijzing naar Isala Zwolle en digitalisering maakte deze verkleining mogelijk. Het nieuwe ziekenhuis is ontworpen door Vakwerk architecten.

## Corona
Tijdens de  coronapandemie werkten de medewerkers van het Isala Meppel nauwer samen met het Isala Zwolle. Om de werkdruk en -verdeling beter te hanteren werd de reguliere zorgverlening door Isala Meppel grotendeels uitgesteld.

## Specialismen
- Apotheek
- Cardiologie
- Chirurgie
- Dermatologie
- Gynaecologie
- Intensive Care
- Interne geneeskunde
- Kindergeneeskunde
- Klinische chemie/laboratorium
- KNO-heelkunde
- Longgeneeskunde
- Mammapolikliniek
- Medische microbiologie
- Medische psychologie
- Neurologie en Neurochirurgie

- Nucleaire geneeskunde
- Oogheelkunde
- Orthopedie
- Pathologische anatomie
- Plastische chirurgie
- Pijnpoli
- Radiologie
- Reumatologie
- Revalidatiegeneeskunde
- Spoedeisende Hulp
- Sportgeneeskunde
- Urologie

Het ziekenhuis heeft verder een dialysecentrum.

## 'Thontie'

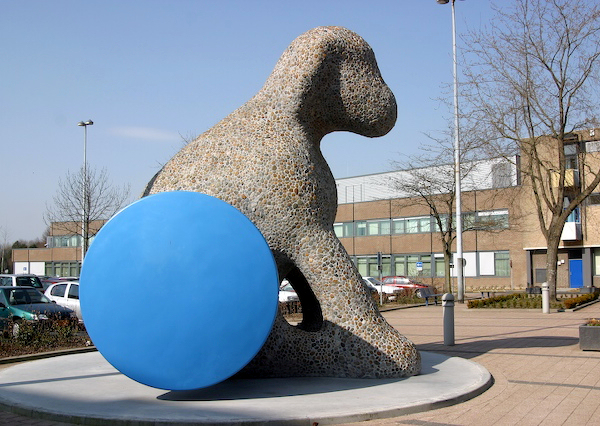
'Thontie' voor entree Diaconessenhuis

Voor de hoofdingang van het oude Diaconessenziekenhuis staat een ongeveer vijf meter hoog stenen kunstwerk in de vorm van een gestileerde hond. In de volksmond liefkozend 'Thontie' genoemd. De hond staat symbool voor vertrouwen en geduld. Vertrouwen in een goede afloop en geduldig wachten tot zijn baasje weer naar buiten komt. De hond is een ontwerp van het kunstenaarsduo Groenewoud/Buij.

## Vluchtelingen
Het oude Diaconessenhuis bood vanaf april 2022 tijdelijk onderkomen aan negentig  Oekraïense vluchtelingen.